# Margarita Clitherow
Santa Margarita Clitherow (en inglés: Margaret Clitherow) (York, 1556 – York, 25 de marzo de  1586) es una santa y mártir inglesa de la Iglesia católica y considerada como uno de los Cuarenta mártires de Inglaterra y Gales. Es conocida como "la Perla de York".

## Vida
Nacida como Margaret Middleton, la hija de un candelero, después de que Enrique VIII de Inglaterra hubiera separado la Iglesia de Inglaterra de la Iglesia Católica de Roma. Se casó con John Clitherow, un carnicero, en 1571 (cuando tenía 15 años) y tuvieron dos hijos. Se convirtió al catolicismo a la edad de 18, en 1574. Fue entonces cuando se hizo amiga de la población católica perseguida en el norte de Inglaterra. Su hijo, Henry, fue a Reims a formarse como sacerdote católico. Con frecuencia acogió servicios religiosos en su casa en las Shanbles, en York. Había un hueco entre los áticos de su casa y la de sus vecinos, de manera que un sacerdote podría escapar si era necesario. En la actualidad, una casa de las Shambles que se pensó podría haber sido su casa, es conocida ahora como "Shrine of Saint Margaret Clitherow", abierta al público (a cargo por la cercana Iglesia de St. Wilfird y parte de la Diócesis Católica de Middlesborugh). Su casa real (el 10 y 11 de las Shambles) está un poco más abajo de este otro emplazamiento.

## Martirio

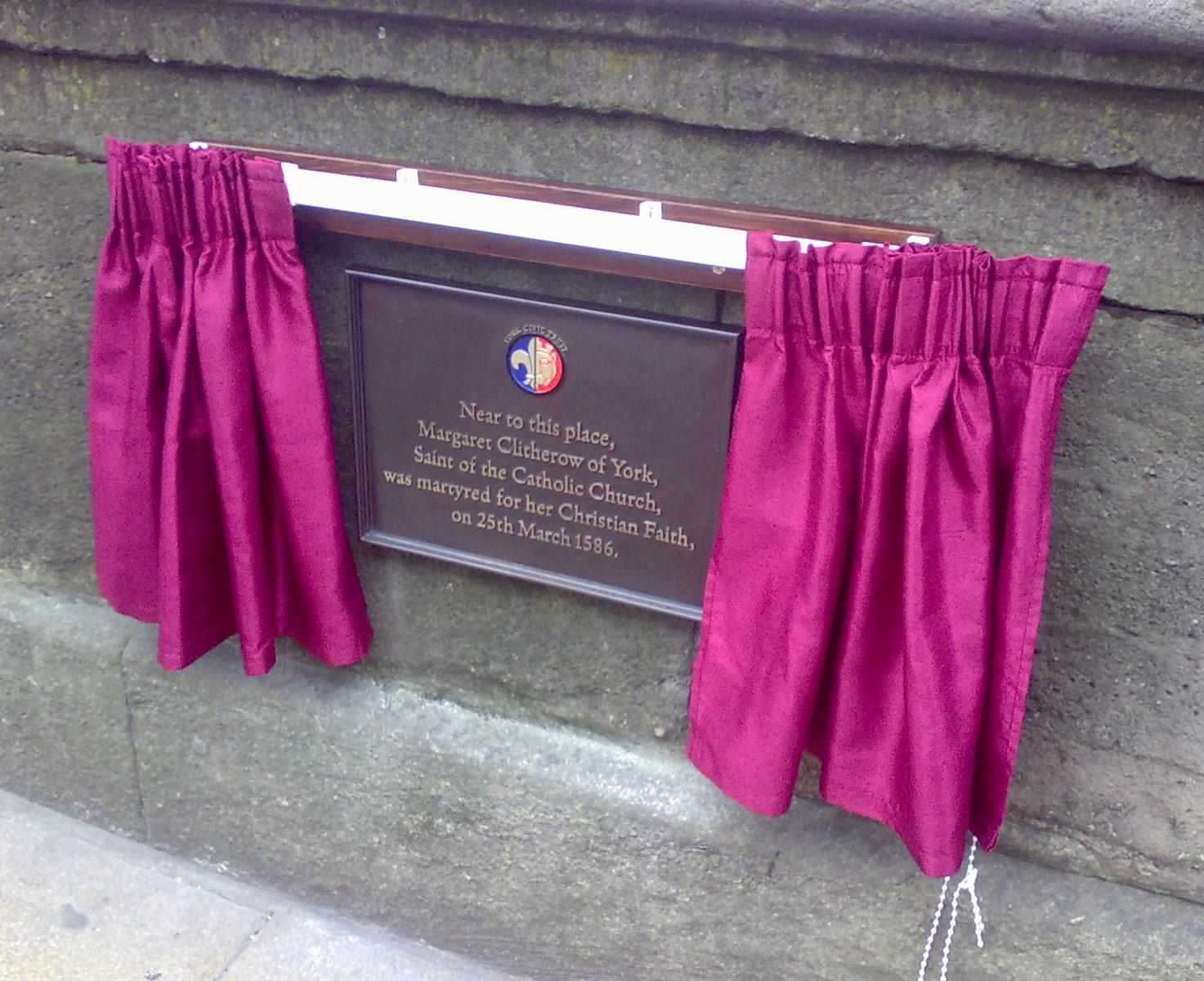
Placa Conmemorativa en el puente del río Ouse.

En 1586 fue arrestada y llevada ante la ley de York por el delito de acoger a sacerdotes católicos. Rechazó defender la causa para prevenir que sus hijos tuvieran que testificar en el juicio, y fue ejecutada aplastada hasta la muerte - castigo estándar ante el rechazo de una defensa. El Viernes Santo de 1586, la tumbaron sobre una roca puntiaguda y le pusieron una puerta encima, sobre la que cargaron un peso inmenso de rocas y piedras. La muerte le sobrevino en quince minutos.
En 2008, una placa conmemorativa fue instalada en Micklegate, sobre el puente del río Ouse para recordar el lugar de su martirio. El obispo católico de Middlesbrough la desveló en una ceremonia que tuvo lugar el viernes 29 de agosto de dicho año.

## Canonización
Fue canonizada en 1970 por el papa Pablo VI junto con otros de los mártires de Inglaterra y Gales. El grupo de candidatos a canonizar fue conocido como "Los Cuarenta Mártires de Inglaterra y Gales". De acuerdo con el calendario católico, su solemnidad tiene lugar el 30 de agosto.

## Legado
Un gran número de colegios en Inglaterra reciben el nombre de Margaret Clitherow, incluyendo centros en Bracknell, Brixham, Mánchester, Nottingham, Stevenage, Thamesmead SE28, Brent, Londres NW10 y Tonbridge. Y en Estados Unidos, la Iglesia y Colegio de Sta. Margaret de York se sitúa en la ciudad de Cincinnati, concretamente en el barrio de Loveland.

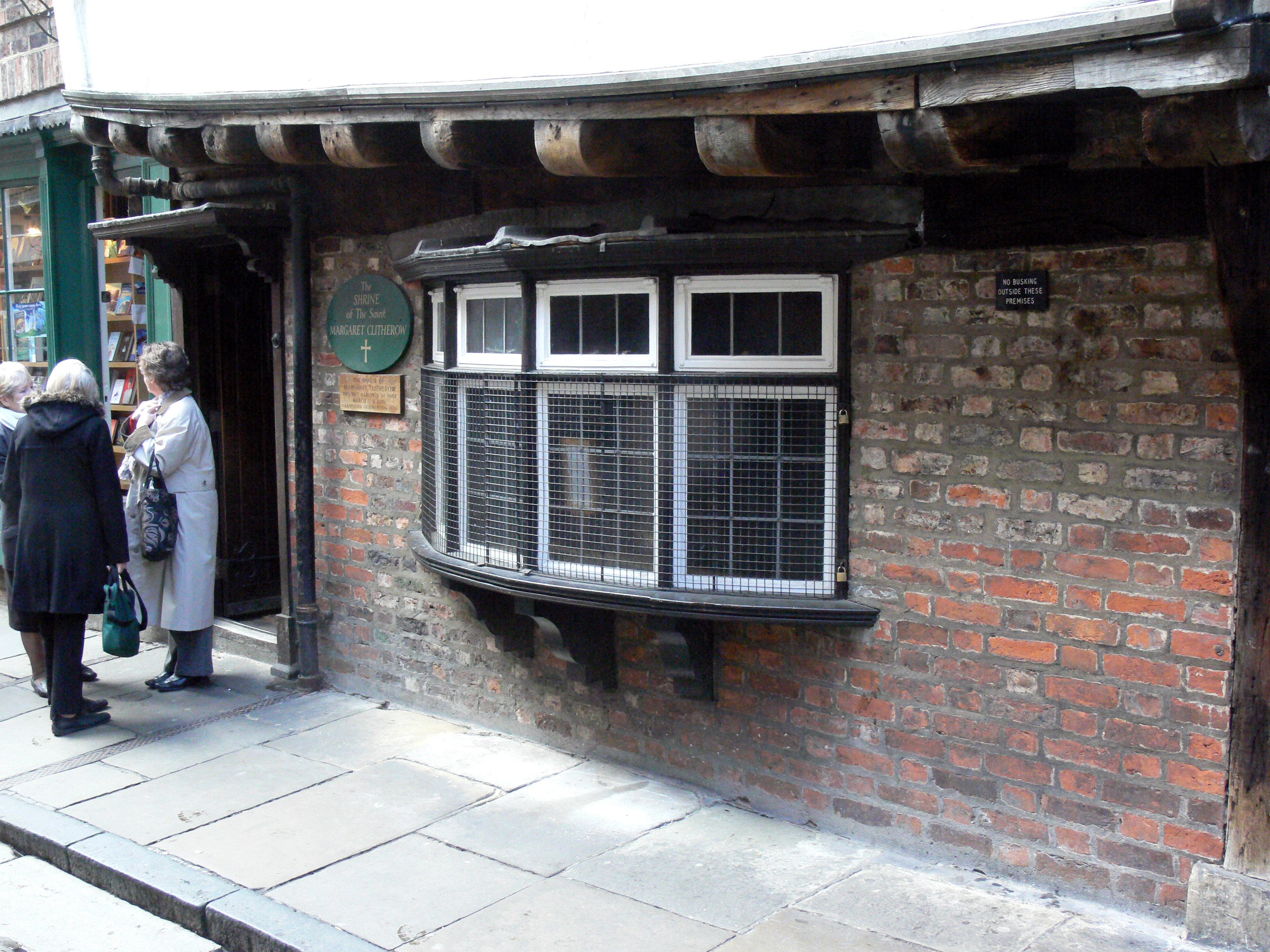
Santuario de santa Margaret Clitherow.

El colegio católico de primaria en Nottingham en el condado de Bestwood recibe su nombre. Atiende a niños y niñas entre cinco y once años y atrae a alumnado de la ciudad y más allá. Los resultados académicos del colegio se muestran en la web de The Guardian.
También es la patrona de la Liga de Mujeres Católicas, una organización de mujeres católicas fundada en 1906, con pequeños grupos (conocidos como ramas) y secciones (grupos de ramas, normalmente a lo largo de líneas diocesanas) alrededor del mundo.